# جو هينتون
جو هينتون (بالإنجليزية: Joe Hinton)‏ هو مغني وموسيقي أمريكي، ولد في 15 نوفمبر 1929 في إيفانسفيل في الولايات المتحدة، وتوفي في 13 أغسطس 1968 في بوسطن في الولايات المتحدة بسبب سرطان الجلد.

## وصلات خارجية
- جو هينتون على موقع IMDb (الإنجليزية)
- جو هينتون على موقع ميوزك برينز (الإنجليزية)
- جو هينتون على موقع أول ميوزيك (الإنجليزية)
- جو هينتون على موقع ديسكوغز (الإنجليزية)
- جو هينتون على موقع ديسكوغز (الإنجليزية)